# Joe Gibbs
Joe Gibbs (født 25. november 1940) er en tidligere professionel amerikansk fodboldtræner, som trænede Washington Redskins.